# Cinderella: From Fabletown with Love
Cinderella: From Fabletown with Love (с англ. — «Золушка: Из Фейблтауна с любовью») — ограниченная серия комиксов, состоящая из 6 выпусков, которую в 2009—2010 годах издавала компания Vertigo. Действие происходит во вселенной Fables, и Золушка является секретным агентом, выполняющим миссии от имени Фейблтауна.

### Выпуски
| № | Дата выхода    | Оценка на Comic Book Roundup   | Предполагаемый объём продаж (первый месяц) |
| - | -------------- | ------------------------------ | ------------------------------------------ |
| 1 | 4 ноября 2009  | 7 из 10 на основе 1 рецензии   | 20 328, позиция в Северной Америке — 105   |
| 2 | 2 декабря 2009 | 7,3 из 10 на основе 2 рецензий | 16 598, позиция в Северной Америке — 126   |
| 3 | 6 января 2010  | 8,1 из 10 на основе 1 рецензии | 15 827, позиция в Северной Америке — 119   |
| 4 | 3 февраля 2010 | —                              | 15 421, позиция в Северной Америке — 107   |
| 5 | 3 марта 2010   | —                              | 15 283, позиция в Северной Америке — 130   |
| 6 | 7 апреля 2010  | 8 из 10 на основе 1 рецензии   | 14 956, позиция в Северной Америке — 119   |

### Сборники
| № | Название                            | ISBN          | Дата выхода    | Предполагаемый объём продаж           |
| - | ----------------------------------- | ------------- | -------------- | ------------------------------------- |
| 1 | Cinderella From Fabletown With Love | 1-4012-2750-3 | 4 августа 2010 | 5 340, позиция в Северной Америке — 2 |

## Отзывы
На сайте Comic Book Roundup серия имеет оценку 7,6 из 10 на основе 5 рецензий. Грек Макэлхаттон из Comic Book Resources писал, что первый выпуск являлся «хорошим началом» для серии. Джесс Шедин из IGN дал последнему выпуску 8 баллов из 10 и отметил, что «в конце концов, Cinderella: From Fabletown With Love делает именно то, для чего была предназначена», продолжив, что серия развлекла его, и он бы хотел больше историй о Золушке. Ли Мандело из Tor.com в основном был критичен к серии. Шон Хьюстон из PopMatters включил серию в свою статью о лучших комиксах 2010 года и подчёркивал, что она «с уважением относится к своей героине». Журналист называл Золушку женской версией Джеймса Бонда и описывал её как «жёсткую, сексуальную, но всегда осознающую, что у неё есть работа, и к этой работе нужно относиться серьёзно».